# Podilsk
Podilsk (en ukrainien : Подільськ ; en roumain : Birzula) est une ville de l'oblast d'Odessa, en Ukraine, et le centre administratif du raïon de Podilsk. Sa population s'élevait à 40 710 habitants en 2018.

## Géographie

### Situation
Podilsk est située à 168 km au nord-ouest d'Odessa, il y a une gare ferroviaire.

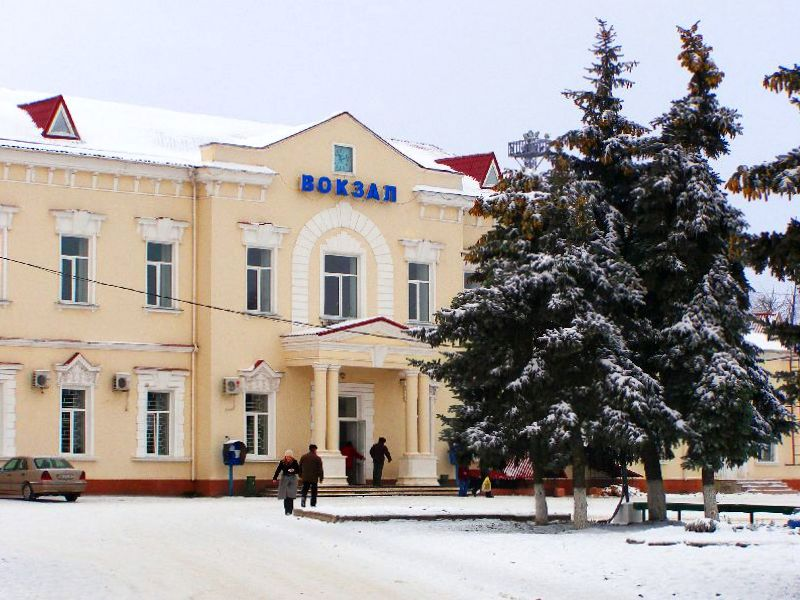
La gare de Podilsk.

## Histoire

### XXesiècle
La ville est surtout connue comme le lieu où le chef militaire soviétique Grigori Kotovski (1881–1925) mourut et fut enterré.
En 1935, la ville qui s'appelait alors Birzoula fut renommée Kotovsk.
Pendant la Seconde Guerre mondiale, le mausolée dans lequel se trouvait enterré Grigori Kotovski fut détruit par les Roumains qui occupaient la région.

### XXIesiècle
À la suite des lois de décommunisation, la ville prend le nom de Podilsk en 2016.

## Population
Recensements (*) ou estimations de la population :
| 1923* | 1926* | 1939*  | 1959*  |
| ----- | ----- | ------ | ------ |
| 8 740 | 9 973 | 16 795 | 27 383 |

| 1970*  | 1979*  | 1989*  | 2001*  |
| ------ | ------ | ------ | ------ |
| 36 463 | 41 250 | 43 078 | 40 718 |

| 2013   | 2014   | 2015   | 2016   |
| ------ | ------ | ------ | ------ |
| 40 692 | 40 717 | 40 640 | 40 582 |

| 2017   | 2018   | - | - |
| ------ | ------ | - | - |
| 40 685 | 40 710 | - | - |

## Patrimoine
La ville possède un musée d'histoire locale et un musée ethnographique.

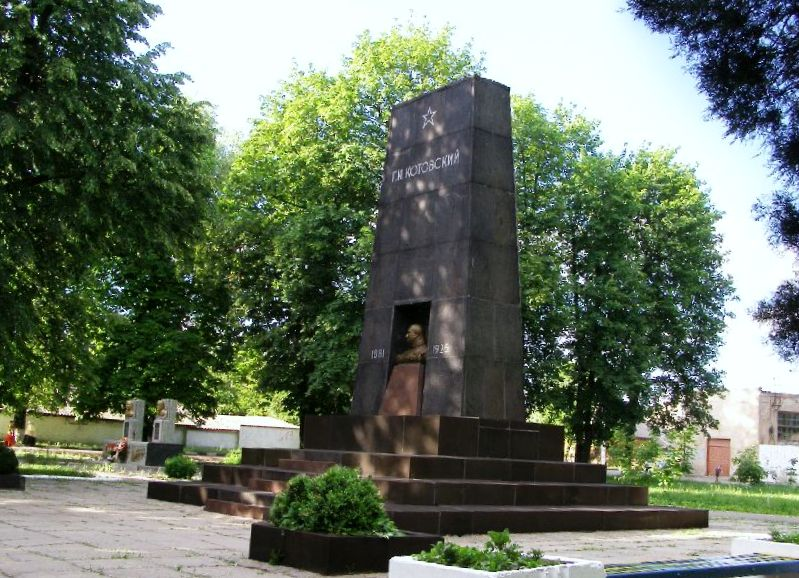
Mémorial Kotovsky, classé[2].
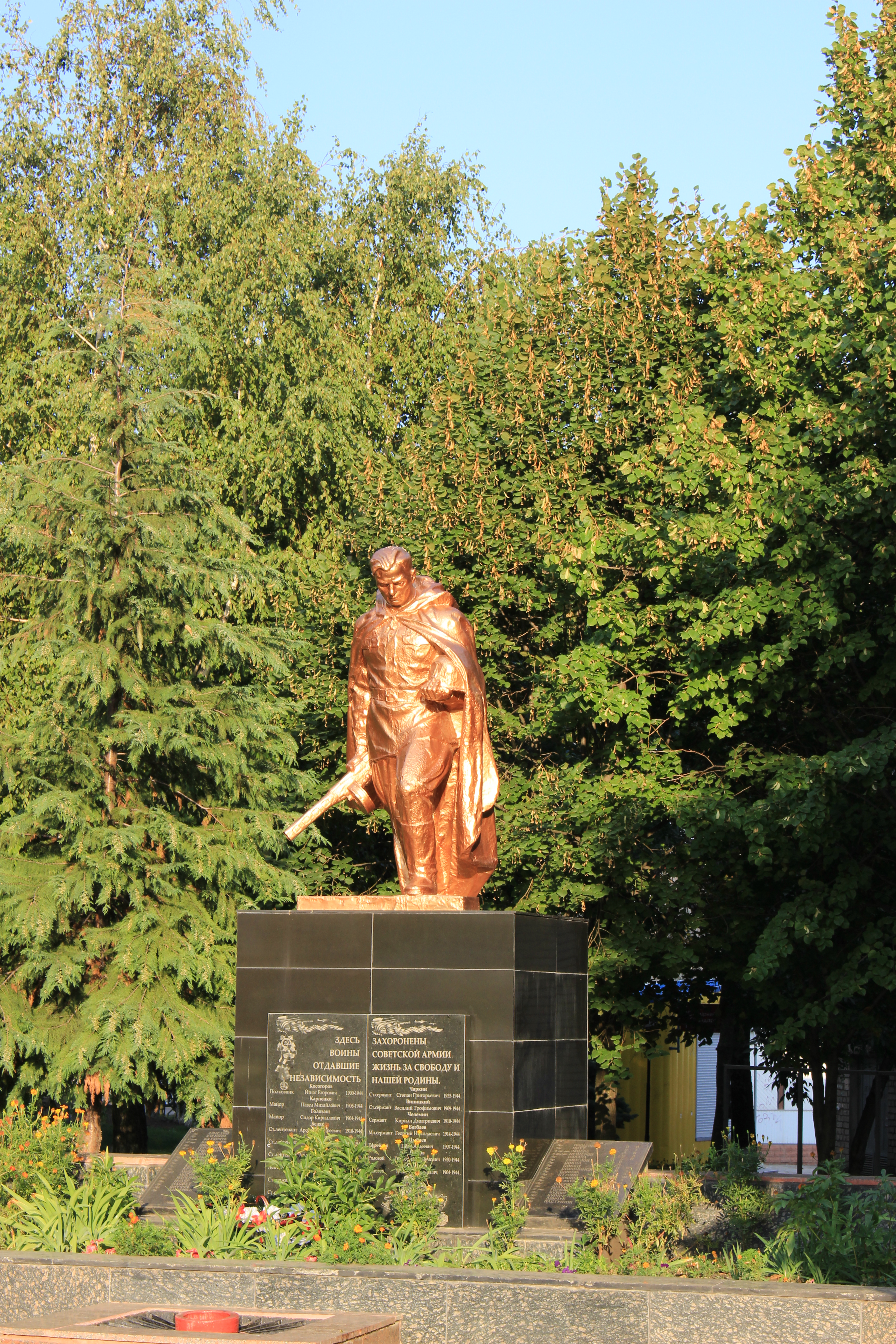
Mémorial de la Seconde Guerre mondiale, classé[3].
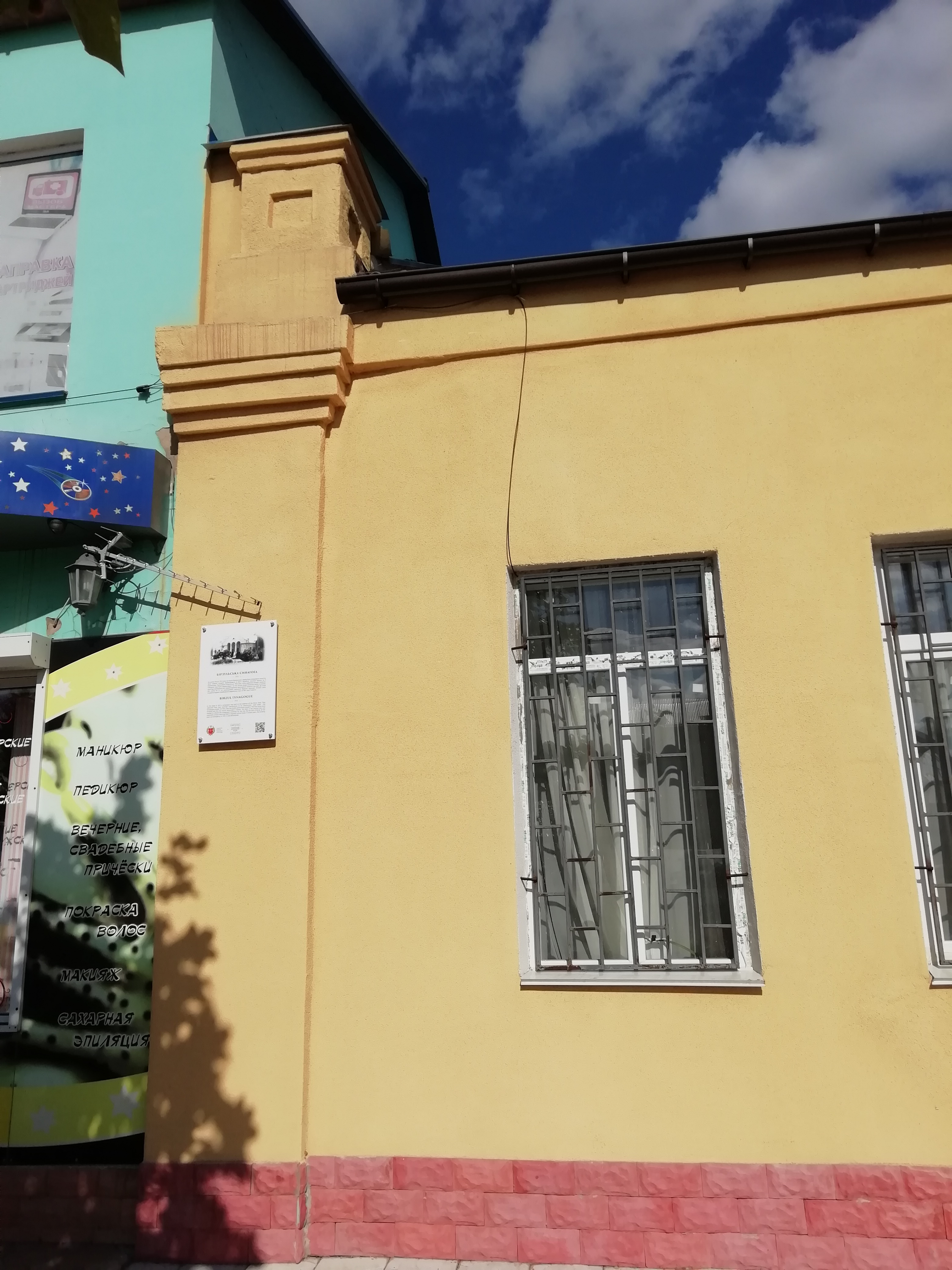
Synagogue, classée[4].
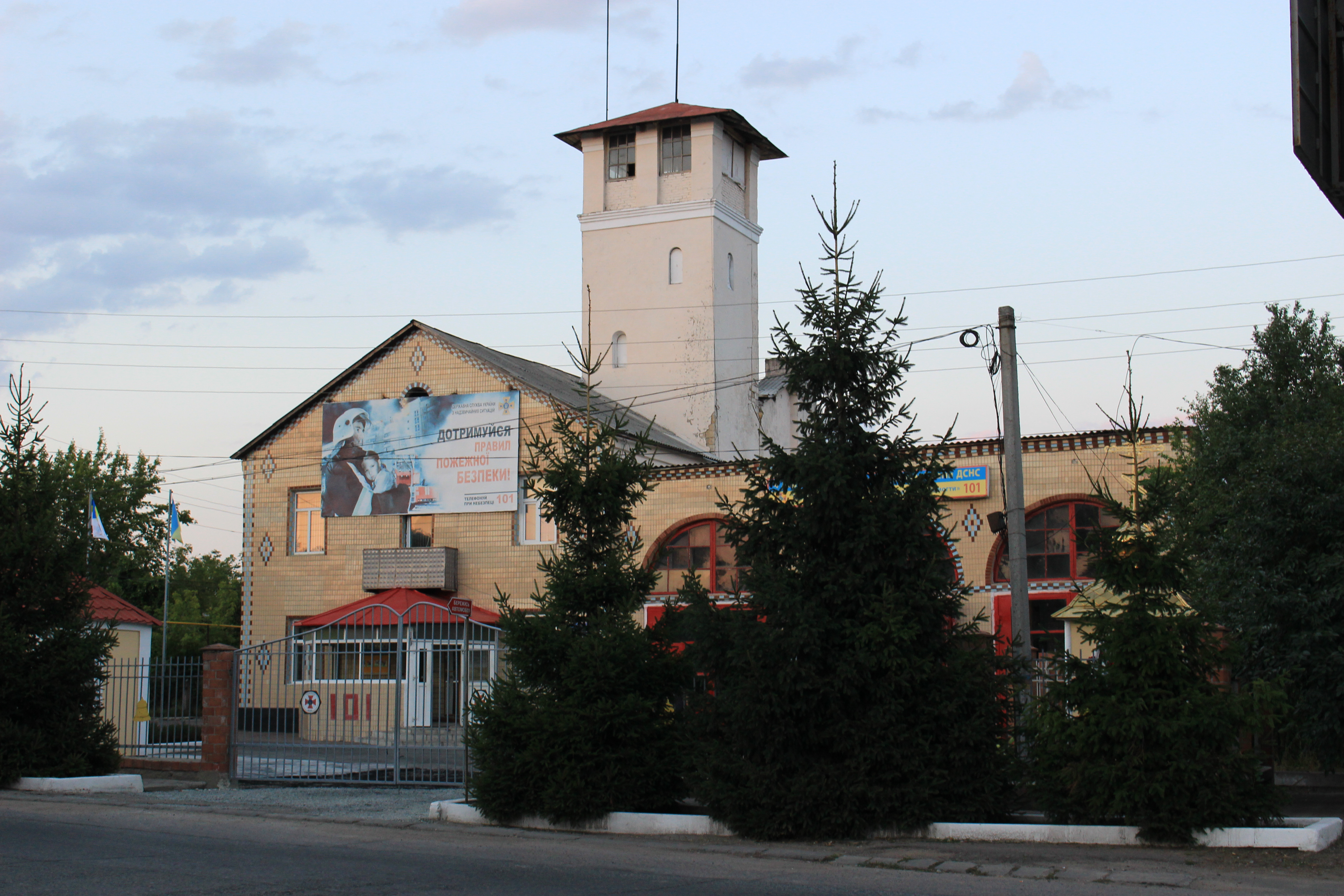
Caserne de pompiers et tour d'observation, classées[5].